# 서울특별시체육시설관리사업소
서울특별시체육시설관리사업소(서울特別市體育施設管理事業所)는 서울시민의 체위향상과 체육진흥에 관한 사무를 분장하는 서울특별시청의 사업소이다. 소장은 지방서기관으로 보한다.
서울종합운동장을 비롯하여 목동운동장, 신월야구공원, 구의야구공원, 효창운동장 등 서울특별시 산하 체육시설을 관리하고 있다.

## 설치 근거 및 소관 사무

### 설치 근거
- 「서울특별시 행정기구 설치조례」 제83조제1항[2]

### 소관 사무
- 시민체육진흥에 관한 연구발전
- 서울특별시 체육시설에 대한 관리·운영

## 연혁
- 1976년 11월 1일: 서울특별시립종합운동장건설본부 설치.[3]
- 1981년 11월 9일: 서울특별시종합운동장관리사업소로 개편.[4]
- 1990년 2월 15일: 서울특별시립체육시설관리사업소로 개편.[5]
- 2001년 6월 15일: 서울특별시체육시설관리사업소로 개편.[6]

## 조직

### 소장
- 운영기획과[7]
- 목동사업과[8]
- 스포츠마케팅과[7][9]
- 시설개선과[10]